# Alseodaphnopsis
Alseodaphnopsis, novi rod iz porodice lovorovki opisan tek 2017. godine. Do otkriča roda došlo je istraživanjem sumnjive vrste roda Alseodaphne, iz koje je izdvojena nova vrsta A. ximengensis H. W. Li & J. Li, sp. nov., endem provincije Yunnan iz Kine. Za ovu novu vrstu karakteristično je da ima velike, aksilarne, metličaste cvatove, kao i velike, subglobozne plodove.
U rod je uključenpo 11 vrsta koje rastu od istočnih Himalaja do Indokine

## Vrste
1. Alseodaphnopsis andersonii (King ex Hook.f.) H.W.Li & J.Li
2. Alseodaphnopsis hainanensis (Merr.) H.W.Li & J.Li
3. Alseodaphnopsis hokouensis (H.W.Li) H.W.Li & J.Li
4. Alseodaphnopsis lanuginosa (Kosterm.) H.W.Li & J.Li
5. Alseodaphnopsis maguanensis L.Li & J.Li
6. Alseodaphnopsis marlipoensis (H.W.Li) H.W.Li & J.Li
7. Alseodaphnopsis petiolaris (Meisn.) H.W.Li & J.Li
8. Alseodaphnopsis putaoensis L.Li, Y.H.Tan & J.Li
9. Alseodaphnopsis rugosa (Merr. & Chun) H.W.Li & J.Li
10. Alseodaphnopsis sichourensis (H.W.Li) H.W.Li & J.Li
11. Alseodaphnopsis ximengensis H.W.Li & J.Li